# Flor Pablo
Flor Aideé Pablo Medina (nascida em 20 de setembro de 1974) é uma professora, educadora e ministra de governo peruana. Membro do Partido Púrpura, ela concorre actualmente como primeira candidata de Julio Guzmán para as eleições gerais de 2021.

## Biografia
Pablo Medina nasceu no município de San Marcos, na província de Huari, que por sua vez fica na região de Ancash. Aos 6 anos ela e a sua família mudaram-se para Lima, capital do país. Enquanto crescia, estudou no Instituto Educacional Apresentação de María, um colégio paroquial feminino localizado no distrito de Comas.
Ela obteve o seu diploma na Universidade Nacional de San Marcos, com especialização em línguas e literatura. Pablo Medina também concluiu estudos de pós-graduação em gestão e programas públicos.
No sector público, ocupou o cargo de directora nacional de Educação Básica do Ministério da Educação, durante a gestão da ministra da Educação, Patricia Salas, no governo de Ollanta Humala.
Em julho de 2014, ela foi nomeada directora regional de educação da região metropolitana de Lima.
Em 2018 trabalhou como chefe da equipa técnica do Conselho Nacional de Educação, e no início de 2019 foi nomeada secretária executiva do Conselho Nacional de Educação do Peru.
Em 11 de março de 2019, Pablo Medina tomou posse como Ministra da Educação do Peru do governo do Presidente Martin Vizcarra, em substituição de Daniel Alfaro Paredes.